# Valentyna Tserbe-Nesina
Valentyna Tserbe-Nesina –en ucraniano, Валентина Тсербе-Нессіна– (Zhytomyr, 8 de enero de 1969) es una deportista ucraniana que compitió en biatlón.
Participó en los Juegos Olímpicos de Lillehammer 1994, obteniendo una medalla de bronce en la prueba de velocidad. Ganó dos medallas de bronce en el Campeonato Mundial de Biatlón, en los años 1996 y 1997, y tres medallas en el Campeonato Europeo de Biatlón entre los años 1994 y 1996.

## Palmarés internacional
| Juegos Olímpicos   | Juegos Olímpicos        | Juegos Olímpicos  | Juegos Olímpicos |
| Año                | Lugar                   | Medalla           | Prueba           |
| ------------------ | ----------------------- | ----------------- | ---------------- |
| 1994               | Lillehammer (Noruega)   | Medalla de bronce | Velocidad        |
| Campeonato Mundial |                         |                   |                  |
| Año                | Lugar                   | Medalla           | Prueba           |
| 1996               | Ruhpolding (Alemania)   | Medalla de bronce | Relevos          |
| 1997               | Osrblie (Eslovaquia)    | Medalla de bronce | Equipo           |
| Campeonato Europeo |                         |                   |                  |
| Año                | Lugar                   | Medalla           | Prueba           |
| 1994               | Kontiolahti (Finlandia) | Medalla de bronce | Relevos          |
| 1995               | Grand-Bornand (Francia) | Medalla de plata  | Relevos          |
| 1996               | Val Ridanna (Italia)    | Medalla de plata  | Relevos          |